# Inklings (Literatur)

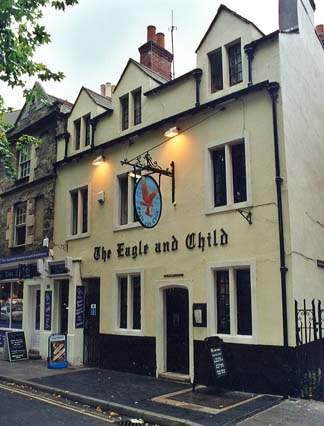
Treffpunkt der Inklings: Der Pub The Eagle and Child

Die Inklings (wörtlich: „Ahnungen“, „Andeutungen“; Wortspiel mit ink „Tinte“, daher frei übersetzt: „Tintenkleckser“) waren ein literarischer Diskussionskreis mehrerer Intellektueller, der sich in den 1930er Jahren an der University of Oxford um den Dozenten und Schriftsteller C. S. Lewis bildete. Obwohl es nie eine formelle Mitgliederliste gab, können neben Lewis auch J. R. R. Tolkien, Charles Williams und Owen Barfield als dem Kern des Kreises zugehörig betrachtet werden. Zum weiteren Umkreis zählten etwa Dorothy L. Sayers, John Heath-Stubbs oder John Wain.

## Hintergrund
Die Diskussionsrunden im Kreise der „Inklings“ drehten sich zum einen um die zeitgenössische Literatur, zum anderen wurden eigene Werke oder Entwürfe an den Abenden vorgelesen und anschließend diskutiert. Dazu kam es, weil die Mitglieder der einhelligen Meinung waren, dass es zu wenig von dem gab, was man wirklich zu lesen liebte. Also wurde beschlossen Abhilfe zu schaffen und selbst Geschichten zu verfassen.
Die Treffen der „Inklings“ fanden meistens an einem Donnerstagabend in den College-Räumen von Lewis im Magdalen College statt. Viele Mitglieder trafen sich aber auch (oft dienstags) in einem örtlichen Pub namens The Eagle and Child, intern unter dem Namen The Bird and the Baby bekannt. In Lewis’ Räumen wurden oft unfertige Werke der Mitglieder vorgestellt und anschließend einer Kritik unterzogen, so etwa Tolkiens The Lord of the Rings (Der Herr der Ringe), Lewis’ Out of the Silent Planet (Jenseits des Schweigenden Sterns) oder Williams’ All Hallows’ Eve.
Ursprünglich hatten Tolkien und Lewis einen kleinen Wettstreit geplant, bei dem sie die Themenschwerpunkte für ihre Geschichten auslosten. Tolkien sagte dazu:

„Lewis sagte eines Tages zu mir: »Tollers [Tolkiens Spitzname innerhalb der Inklings], Geschichten, wie wir sie wirklich mögen, gibt es zu wenige. Ich fürchte, wir müssen es selber versuchen und ein paar schreiben.« Wir einigten uns, dass er es mit »Weltraumreisen« versuchen sollte und ich mit »Zeitreisen«. Sein Ergebnis ist bekannt. Mein Versuch verlief
nach ein paar vielversprechenden Kapiteln im Sande: Es war ein langer Umweg zu dem, was ich wirklich schreiben wollte, einer neuen Version der Atlantis-Sage. Die Schlussszene ist erhalten als „The Downfall of Númenor“.“

Der Kreis löste sich zu Beginn der fünfziger Jahre auf, unter anderem bedingt durch den Tod von Williams im Jahre 1945.

## Bekannte Mitglieder
- Owen Barfield (1898–1997), britischer Philosoph, Sprachwissenschaftler, Rechtsanwalt und Schriftsteller.
- Jack Arthur Walter Bennett (1911–1981), britischer Literaturwissenschaftler, Philologe und Englischprofessor.
- Lord David Cecil (1902–1986), britischer Hochschullehrer und Schriftsteller.
- Nevill Coghill (1899–1980), irisch-britischer Literaturwissenschaftler, Schriftsteller und Regisseur.
- H. V. D. „Hugo“ Dyson (1896–1975), britischer Literaturwissenschaftler und Professor.
- Adam Fox (1883–1977), britischer Dekan und Professor.
- Colin Hardie (1906–1998), britischer Altphilologe und Professor.
- Robert E. Havard (1901–1985), britischer Arzt und medizinischer Wissenschaftler.
- C. S. Lewis (1898–1963), irischer Schriftsteller, Literaturwissenschaftler und Professor.
- W. H. Lewis (1895–1973), irischer Historiker, älterer Bruder von C. S. Lewis.
- Gervase Mathew (1905–1976), britischer Dominikaner, Illustrator und Schriftsteller.
- Ronald Buchanan McCallum (1898–1973), britischer Historiker und Professor.
- Courtenay Edward Stevens (1905–1976), britischer Althistoriker.
- Christopher Tolkien (1924–2020), britischer Mediävist und Dozent, Sohn von J. R. R. Tolkien.
- J. R. R. Tolkien (1892–1973), britischer Schriftsteller und Philologe.
- Charles Williams (1886–1945) britischer Schriftsteller und Mystiker.
- Charles Leslie Wrenn (1895–1969), britischer Professor.

## Literarische Aufarbeitung
Die Inklings Gesellschaft für Literatur und Ästhetik wurde 1982 in Aachen gegründet und setzt sich vor allem mit dem literarischen Erbe der Inklings auseinander. Gründungsvorsitzender war der Aachener Autor und Literaturwissenschaftler Gisbert Kranz, Präsidentin ist Maria Fleischhack. Die Gesellschaft veranstaltet Fachtagungen und veröffentlicht seit 1983 regelmäßig ein gleichnamiges Jahrbuch, das von 1993 bis 2020 vom Erlanger Tolkien-Spezialisten Dieter Petzold herausgegeben wurde und nun ebenfalls in den Händen der Leipziger Anglistin Maria Fleischhack liegt: Inklings – Jahrbuch für Literatur und Ästhetik; das auch auf dem Titelbild befindliche Logo enthält ein Tintenfass mit Feder und zwei Tintenklecksen.

## Trivia
In der ersten Folge der dritten Staffel der Serie "Lewis – Der Oxford Krimi" wird über ein neues Aufleben der Inklings phantasiert und der Sergeant des Hauptprotagonisten, DI (Detectiv Inspektor) Lewis namens James Hathaway klärt seinen Chef, im Rahmen eines Mordfalls, darüber auf, wer beziehungsweise was die originalen Inklings waren. Sowohl J. R. R. Tolkien als auch C. S. Lewis finden dabei Erwähnung, als ein Mord mit einem Replikat des Schwertes von Peter aus der Verfilmung der Buchreihe Die Chroniken von Narnia verübt wird. Auch der Pub The Eagle and Child findet dabei Erwähnung und wird sogar in der Serie gezeigt.